# Argoba
Argoba (o Argobba) és un dels 29 woredas, o districtes, a la Regió Afar d'Etiòpia. Atès que Argoba no forma part de cap de les 5 Zones Administratives de la Regió Afar, aquesta unitat administrativa és considerat un woreda especial. Aquest woreda rep el nom del poble Argobba, la pàtria del qual es troba en aquest districte.
Argoba està situat en la costat oriental de les terres altes d'Etiòpia. Limita al sud, a l'oest i al nord amb la Regió Amhara, i a l'est amb la Zona Administraiva 3 de la Regió d'Afar.
D'acord amb les xifres lliurades per l'Agència Central d'Estadística d'Etiòpia en 2005, aquest woreda té una població total estimada de 12.906, dels quals 6.539 corresponen a homes i 6.367 a dones.